# منتخب كندا لسباعيات الرغبي للسيدات
منتخب كندا الوطني لسباعيات الرغبي للنساء (بالإنجليزية: Canada women's national rugby sevens team)‏ هو ممثل كندا الرسمي في المنافسات الدولية في سباعيات الرغبي في فئة رياضة نسوية.

## وصلات خارجية
- الموقع الرسمي